# Менандър II
Менандър II (на гръцки: Μένανδρος Β΄ ὁ Δίκαιος; Menander II Dikaios) е индо-гръцки цар от 90 пр.н.е. до 85 пр.н.е. в Арахозия и Гандхара в днешен Северен Пакистан.
Той наследява Менандър I Сотер. По неговите монети се предполага, че е будист.

## Галерия
- Монета на Менандър II, с надпис: ΒΑΣΙΛΕΩΣ ΔΙΚΑΙΟΥ ΜΕΝΑΝΔΡΟΥ (BASILEOS DIKAIOU MENANDROU
- Индо-гръцки офицер (на монета на Менандър II) ок. 90 пр.н.е.